# Голокост у Росії
Голокост у Росії — переслідування та знищення єврейського населення нацистами та їхніми колаборантами на окупованій території РРФСР (сучасна Росія). Голокост у Росії був складовою політики остаточного розв'язання єврейського питання, впроваджуваної нацистами у Німеччині та на окупованих територіях. За період окупації РРФСР було знищено за різними оцінками 70-120 тис. євреїв.